# 遼東巡撫
遼東巡撫，又稱巡撫遼東地方贊理軍務，為明朝設立的一個巡撫職位。

## 概述
- 正統元年設立，目的為加強對遼東都司管理，轄區包括遼東都司全境[1]。
- 天順元年，罷；次年恢復建制。後因連年與後金交戰，轄區不斷內縮。
- 萬曆四十七年，內縮至鐵嶺以南。
- 天啟元年，內縮至遼河以西。
- 天啟二年，罷；同年八月恢復建制。同年廣寧失守，巡撫僅轄遼西走廊一帶。
- 天啟五年，罷。次年恢復建制。
- 崇禎四年，因山永巡撫設立，山海關附近改屬山永巡撫。
- 崇禎十三年，僅轄山海關外至錦州以西地區。

## 歷任巡撫

### 明朝（正統～弘治年間）
| 姓名                     | 生卒年        | 字   | 籍貫       | 出任年                 | 卸任年                 | 備注 |
| ------------------------ | ------------- | ---- | ---------- | ---------------------- | ---------------------- | --- |
| 明朝正統元年正月始設巡撫 |               |      |            |                        |                        | |
| 李濬                     | 1376年—1446年 | 伯淵 | 山東樂安州 | 正統元年（1436年）     | 正統八年（1443年）     | 永樂初年太學生。初以行在右僉都御史巡撫遼東。正統元年十一月辛酉升左副都御史，仍理前事；正統八年八月戊戌致仕。                                                   |
| 李純                     | 1388年—1455年 | 希秀 | 雲南昆明   | 正統八年（1443年）     | 景泰三年（1452年）     | 南直隸鎮南衛軍籍。永樂甲午科舉人。正統八年九月戊寅由遼東提督兼屯田監察御史升任。後累升至左副都御史。景泰三年三月壬戌致仕。                                     |
| 寇深                     | 1391年—1461年 | 文淵 | 北直隸唐縣 | 景泰三年（1452年）     | 景泰七年（1456年）     | 景泰三年四月由左副都御史巡撫。景泰四年十月辛丑兼總督屯糧倉儲。景泰七年十月戊午丁母憂，乞終制，不許，詔令理都察院事，升左都御史。                               |
| 劉廣衡                   | 1395年—1458年 | 克平 | 江西萬安   | 景泰七年（1456年）     | 天順元年（1457年）     | 景泰七年八月壬寅自左副都御史提督遼東軍務上任；天順元年二月庚子召還，入京任刑部左侍郎。                                                                         |
| 田景暘                   | 1427年—1506年 | 時中 | 北直隸高陽 | 天順元年（1457年）     | 天順二年（1458年）     | 天順元年三月以遼東巡按御史代理巡撫職責；天順二年五月入京任大理寺卿。                                                                                           |
| 程信                     | 1417年—1472年 | 彥實 | 南直隸休寧 | 天順二年（1458年）     | 天順三年（1459年）     | 天順二年四月丙子由太僕寺卿改左僉都御史上任；天順三年十一月丙午征回究問，後調任南京太僕寺少卿。                                                                 |
| 胡本惠                   | 1394年—1481年 | 益之 | 南直隸銅陵 | 天順三年（1459年）     | 天順八年（1464年）     | 天順三年十二月丙辰由河南左布政使、擢左副都御史升任。天順八年三月壬申召還，後致仕。                                                                             |
| 滕昭                     | 1422年—1480年 | 自明 | 河南汝州   | 天順八年（1464年）     | 成化二年（1466年）     | 天順八年三月壬申由左僉都御史升任；成化二年八月陞漕運總督。 |
| 袁愷                     | 1418年—1498年 | 舜臣 | 河南魯山   | 成化二年（1466年）     | 成化三年（1467年）     | 號都憲。成化二年八月丁卯由兵科給事中改右僉都御史升任；成化三年四月壬子丁母憂去位。六年遷南京鴻臚寺卿。                                                         |
| 張岐                     | 1425年—1474年 | 來鳳 | 北直隸興濟 | 成化三年（1467年）     | 成化四年（1468年）     | 孝康敬皇后伯父。成化三年四月壬申由右僉都御史任；成化四年四月戊申遭彈奏以“挾私生事酷害邊軍”為軍士所奏，吏部議處除名，仍乞罷。                                   |
| 李秉                     | 1408年—1489年 | 執中 | 山東曹縣   | 成化四年（1468年）     | 成化四年（1468年）     | 號迂齋。成化四年四月庚戌自太子太保、左都御史提督軍務兼管代理，六月壬辰回京任吏部尚書。                                                                         |
| 彭誼                     | 1410年—1498年 | 景宜 | 廣東東莞   | 成化四年（1468年）     | 成化十二年（1476年）   | 號正底。成化四年六月丙申由工部右侍郎、擢右副都御史升任；成化十二年七月丙辰致仕。                                                                               |
| 陳鉞                     | 1429年—1488年 | 廷威 | 北直隸獻縣 | 成化十二年（1476年）   | 成化十五年（1479年）   | 成化十二年七月壬戌由山東左布政使、擢右副都御史升任；成化十五年十月己酉參贊征女真軍務，十二月辛未錄建州功陞右都御史，十二月乙亥旋改戶部尚書。                   |
| 王宗彝                   | 1424年—1496年 | 表倫 | 北直隸束鹿 | 成化十六年（1480年）   | 成化十九年（1483年）   | 成化十六年正月丁卯由太僕寺少卿升任；成化十九年八月癸亥遭彈奏以“邊備廢馳不修”，降四川左參議。                                                                   |
| 左鈺                     | 1427年—1490年 | 廷珍 | 北直隸阜城 | 成化十九年（1483年）   | 成化二十年（1484年）   | 景泰四年癸酉科舉人。成化十九年六月戊辰由陝西按察使改右僉都御史升任；成化二十年二月戊午遷大同巡撫。                                                             |
| 郭鏜                     | 1438年—1504年 | 子聲 | 山東恩縣   | 成化二十年（1484年）   | 成化二十年（1484年）   | 號弦菴。成化二十年二月丙子自大同巡撫調任，五月壬寅以去年大同貽誤戰機之罪降射洪知縣。                                                                           |
| 馬文升                   | 1426年—1510年 | 負圖 | 河南鈞州   | 成化二十年（1484年）   | 成化二十一年（1485年） | 號約齋。成化二十年五月己亥起兵部侍郎、擢右副都御史升任；成化二十一年八月庚辰遷右都御史總督漕運兼巡撫鳳陽。                                                     |
| 劉潺                     | 1428年—1505年 | 宗瀾 | 河南安陽   | 成化二十一年（1485年） | 弘治元年（1488年）     | 成化二十一年八月己丑由順天府府尹擢右副都御史升任；弘治元年閏正月乙酉致仕。                                                                                     |
| 徐貫                     | 1422年—1481年 | 原一 | 浙江淳安   | 弘治元年（1488年）     | 弘治四年（1491年）     | 四川渠縣軍籍。弘治元年二月壬寅由右副都御史升任；弘治四年二月己丑入京任工部右侍郎。                                                                             |
| 張岫                     | 1431年—1498年 | 九雲 | 山西安邑   | 弘治四年（1491年）     | 弘治十年（1497年）     | 弘治四年三月癸未由河南左布政使、擢右副都御史升任；弘治十年七月遭彈奏諸不法事，後勒令致仕。                                                                     |
| 張玉                     | 1437年—1506年 | 廷瓚 | 北直隸吳橋 | 弘治十年（1497年）     | 弘治十三年（1500年）   | 弘治十年八月戊寅自順天府府尹升任；十三年四月癸巳都御史顧佐勘巡撫都御史誘殺之罪，謂“武備不修，以至虜寇深入，殺傷官軍，擄掠人畜”。命即差官帶回。                 |
| 陳瑤                     | 1449年—1503年 | 仲華 | 廣西全州   | 弘治十三年（1500年）   | 弘治十四年（1501年）   | 弘治十三年四月己亥以通政使司右通政，改左僉都御史升任；弘治十四年十一月以“遼東大饑”處置不周，謫敘州府知府。                                                     |
| 韓重                     | 1442年—1510年 | 淳夫 | 山西絳州   | 弘治十四年（1501年）   | 弘治十五年（1502年）   | 號拙齋。弘治十四年十二月壬辰由順天府府尹改右副都御史升任；弘治十五年八月庚子因與遼東鎮守太監梁玘相互攻訐，兵部以“邊臣不和，恐誤大計”，召回京更替，遷湖廣巡撫。 |
| 張鼐                     | 1443年—1510年 | 用和 | 山東歷城   | 弘治十五年（1502年）   | 弘治十八年（1505年）   | 弘治十五年八月戊申由河南按察使改右僉都御史升任；弘治十八年十二月戊寅遷宣府巡撫。                                                                               |

### 明朝（正德～嘉靖年間）
| 姓名   | 生卒年         | 字   | 籍貫         | 出任年                 | 卸任年                 | 備注 |
| ------ | -------------- | ---- | ------------ | ---------------------- | ---------------------- | --- |
| 馬中錫 | 1446年—1512年  | 天祿 | 北直隸故城   | 正德元年（1506年）     | 正德元年（1506年）     | 正德元年正月庚寅起養病原右副都御史巡撫宣府授任，六月癸丑調入京任兵部左侍郎。 |
| 鄧璋   | 1450年—1531年  | 禮方 | 北直隸涿州   | 正德元年（1506年）     | 正德二年（1507年）     | 正德元年六月己未由大理寺右少卿改右僉都御史升任；正德二年十月甲申以倉廩空虛，同前任張鼐、馬中錫下鎮撫司鞠問。判罰糧自贖。                                                           |
| 劉瓛   | 1444年—1524年  | 廷珍 | 江西安福     | 正德二年（1507年）     | 正德四年（1509年）     | 正德二年十月丁巳由大理寺左少卿改左僉都御史升任；正德四年五月辛亥為劉瑾勒致仕。 |
| 李貢   | 1456年—1516年  | 惟正 | 南直隸蕪湖   | 正德四年（1509年）     | 正德四年（1509年）     | 號舫齋。正德四年五月甲寅由山西左布政使、擢右副都御史升任，十月乙卯致仕。 |
| 王彥奇 | 1454年—1513年  | 庭簡 | 四川雲陽     | 正德四年（1509年）     | 正德四年（1509年）     | 正德四年十月己未由應天府府丞改右僉都御史任，十二月命調南京太僕寺卿。 |
| 韓福   | 1456年－1545年 | 德夫 | 陝西西安前衛 | 正德五年（1510年）     | 正德五年（1510年）     | 正德五年正月由戶部左侍郎兼左副都御史上任，六月戊申以附逆閹黨劉瑾案，獲罪謫戍固原。                                                                                                 |
| 王憲   | 1464年—1537年  | 維綱 | 山東東平州   | 正德五年（1510年）     | 正德六年（1511年）     | 正德五年六月辛亥由大理寺左寺丞改右副都御史升任；正德六年丁憂，免。 |
| 彭澤   | 1459年—1530年  | 濟物 | 湖廣長沙     | 正德六年（1511年）     | 正德六年（1511年）     | 正德六年五月辛未由河南按察使改右僉都御史升任；正德六年十二月辛丑遷保定巡撫。 |
| 袁經   | 1464年—1512年  | 大倫 | 湖廣寧鄉     | 正德七年（1512年）     | 正德七年（1512年）     | 正德六年十二月乙巳由山東按察使改右僉都御史升任；正德七年五月壬寅命遷大同巡撫，閏五月壬寅於赴任途中病卒。                                                                           |
| 張貫   | 1449年—1518年  | 一之 | 北直隸蠡縣   | 正德七年（1512年）     | 正德十三年（1518年）   | 正德七年六月甲辰由山西左布政使改右副都御史任；正德十三年十一月戊午卒於任。 |
| 張禴   | 1456年—1520年  | 汝誠 | 北直隸平谷   | 正德十四年（1519年）   | 正德十五年（1520年）   | 號西盤。正德十四年二月庚辰由陝西左參政任；正德十五年九月甲申卒於任。 |
| 李承勛 | 1471年—1530年  | 立卿 | 湖廣嘉魚     | 正德十五年（1520年）   | 嘉靖二年（1523年）     | 正德十五年十一月壬申由河南左布政使改右副都御史任；嘉靖二年五月丁酉病免。 |
| 張璉   | 1471年—1534年  | 汝器 | 陝西耀州     | 嘉靖二年（1523年）     | 嘉靖五年（1526年）     | 嘉靖二年六月乙丑由順天府府尹、擢右副都御史升任；嘉靖五年病免。 |
| 張雲   | 1473年—1544年  | 季升 | 河南信陽衛   | 嘉靖五年（1526年）     | 嘉靖七年（1528年）     | 嘉靖五年三月由南京光禄寺卿改右副都御史任；嘉靖七年正月癸未罷。嘉靖八年八月為戶部右侍郎。                                                                                           |
| 潘珍   | 1477年—1548年  | 玉卿 | 江西婺源     | 嘉靖七年（1528年）     | 嘉靖八年（1529年）     | 嘉靖七年正月辛卯由湖廣左布政使、擢右副都御史升任；嘉靖八年丁憂。 |
| 成文   | 1468年—1540年  | 質夫 | 山西山陰     | 嘉靖八年（1529年）     | 嘉靖十年（1531年）     | 嘉靖八年十月壬午自太常寺卿、提督四夷館改右副都御史調任；嘉靖十年五月戊申致仕。 |
| 周敘   | 1481年—1560年  | 子厚 | 河南息縣     | 嘉靖十年（1531年）     | 嘉靖十二年（1533年）   | 湖廣九溪衛籍。嘉靖十年六月由陝西左布政使、擢右副都御史升任；嘉靖十二年七月改提督操江。                                                                                             |
| 王潮   | 1474年—1540年  | 應時 | 南直隸丹徒   | 嘉靖十二年（1533年）   | 嘉靖十三年（1534年）   | 陝西武功衛軍籍。嘉靖十二年八月自大同巡撫調任；嘉靖十三年九月乙巳改南京大理寺卿。                                                                                                   |
| 呂經   | 1476年—1544年  | 道夫 | 陝西寧州     | 嘉靖十三年（1534年）   | 嘉靖十四年（1535年）   | 號九川。嘉靖十三年九月丁丑由雲南左布政使改右副都御史任；十四年三月己丑遼兵嘩變，脫走。議處激變閑住。                                                                               |
| 韓邦奇 | 1479年—1556年  | 汝節 | 陝西朝邑     | 嘉靖十四年（1535年）   | 嘉靖十四年（1535年）   | 未上任。嘉靖十四年四月己亥由右副都御史上任，四月丙午改任山西巡撫。 |
| 任洛   | 1485年—1544年  | 仲伊 | 河南鈞州     | 嘉靖十四年（1535年）   | 嘉靖十七年（1538年）   | 嘉靖十四年四月丙午由山西巡撫調任。十七年三月己丑遷右副都御史巡撫陝西。 |
| 劉漳   | 1480年—1540年  | 允濟 | 陝西蘭州     | 嘉靖十七年（1538年）   | 嘉靖十八年（1539年）   | 號南泉。嘉靖十七年三月己亥由雲南左布政使改右副都御史升任。十八年九月戊申，病免。十九年八月癸未卒。                                                                                 |
| 劉儲秀 | 1483年—1558年  | 士奇 | 陝西咸寧     | 嘉靖十八年（1539年）   | 嘉靖二十年（1541年）   | 號西陂。嘉靖十八年九月辛酉由湖廣右布政使改右副都御史升任；嘉靖二十年七月辛亥改戶部右侍郎。                                                                                         |
| 孫禬   | 1492年—1570年  | 吉疇 | 浙江嘉興     | 嘉靖二十年（1541年）   | 嘉靖二十三年（1544年） | 錦衣衛籍。嘉靖二十年八月辛巳由河南右參政改右僉都御史升任。嘉靖二十二年八月乙丑，因候任延遲，以勤於調度，復巡撫如故；嘉靖二十三年四月以招撫太輕，降一級在京用。隔年九月為光祿寺卿。 |
| 顧遂   | 1488年—1553年  | 德伸 | 浙江餘姚     | 嘉靖二十二年（1543年） | 嘉靖二十二年（1543年） | 未上任。嘉靖二十二年四月己卯由湖廣左布政使擢右副都御史升任，八月以違限到任，降山東左參議。                                                                                         |
| 董珊   | 1497年—1564年  | 邦奇 | 陝西膚施     | 嘉靖二十三年（1544年） | 嘉靖二十四年（1545年） | 嘉靖二十三年五月辛酉由大理寺左少卿改右僉都御史任；嘉靖二十四年三月壬午内計拾遺各不職宜，閑住。                                                                                     |
| 盧蕙   | 1502年—1547年  | 子貞 | 南直隸山陽   | 嘉靖二十四年（1545年） | 嘉靖二十四年（1545年） | 嘉靖二十四年三月壬辰由江西左布政使改右副都御史升任，八月二十日，胡虜以千餘騎夜襲遼東松子嶺，失職，宜罪。十一月壬申上以視事未久，特宥之。                                           |
| 於敖   | 1486年－1558年 | 伯度 | 南直隸亳州   | 嘉靖二十四年（1545年） | 嘉靖二十六年（1547年） | 陝西岷州衛軍籍。嘉靖二十四年十一月己丑由山東右布政使改右僉都御史升任；嘉靖二十六年十月壬戌因中軍陳守節誤殺貢夷把把亥等，致入寇，罷官。三十年三月起復為易州巡撫。                   |
| 胡宗明 | 1488年—1556年  | 汝誠 | 南直隸績溪   | 嘉靖二十六年（1547年） | 嘉靖二十七年（1548年） | 號瓶山。嘉靖二十六年正月丁丑由山東左布政使改右副都御史升任；嘉靖二十七年二月辛未因蒙古剽剠廣寧鎮靜堡，致軍民死傷慘重，降级外任浙江左參議。                                         |
| 李珏   | 1481年—1549年  | 廷重 | 北直隸開州   | 嘉靖二十七年（1548年） | 嘉靖二十七年（1548年） | 嘉靖二十七年三月丁丑起因養病休致原任右僉都御史巡撫山西授任，十一月乙亥改大理寺卿。                                                                                                 |
| 蔣應奎 | 1493年—1458年  | 文煥 | 山西大同     | 嘉靖二十七年（1548年） | 嘉靖三十年（1551年）   | 號法璘。嘉靖二十七年十二月丙午由應天府府尹改右副都御史升任；嘉靖三十年十月庚申遷戶部右侍郎。                                                                                       |
| 許宗魯 | 1490年—1560年  | 伯誠 | 陝西咸寧     | 嘉靖三十年（1551年）   | 嘉靖三十一年（1552年） | 號東侯。嘉靖三十年十月壬申由右僉都御史巡撫昌平調任；嘉靖三十一年四月丙寅勒令致仕。                                                                                                 |
| 江東   | 1508年—1565年  | 伯陽 | 山東朝城     | 嘉靖三十一年（1552年） | 嘉靖三十三年（1554年） | 號芳溪。嘉靖三十一年十月癸酉由山西左布政使改右副都御史任。隔年底兼海防；嘉靖三十三年三月辛丑陞遷兵部右侍郎總督陝西三邊。                                                           |
| 蘇志皋 | 1488年—1568年  | 德明 | 北直隸固安   | 嘉靖三十三年（1554年） | 嘉靖三十七年（1558年） | 嘉靖三十三年三月己酉由山西右布政使改右僉都御史任；嘉靖三十七年三月乙亥為給事中張益所劾去年廣寧東州堡被圍，未及發兵救援而妄報首功、扣減軍餉，下吏部議處削職。                       |
| 路可由 | 1507年—1573年  | 子正 | 山東曹縣     | 嘉靖三十七年（1558年） | 嘉靖三十七年（1558年） | 號蓮浦。嘉靖三十七年三月丙子山西按察司副使升任；嘉靖三十八年正月丙申被誣劾“索受賄賂、奸淫詭惡”乞亟，罷斥申削，令回籍閑住詔俱禠職為民。                                             |
| 王崇   | 1496年—1571年  | 仲德 | 浙江永康     | 嘉靖三十八年（1559年） | 嘉靖三十八年（1559年） | 號麓泉，未上任。嘉靖三十八年正月丙申自總督湖廣川貴移撫遼東，旋因直言不諱，忤帝意，命守制在家。                                                                                     |
| 侯汝諒 | 1515年—1561年  | 叔貞 | 北直隸滑縣   | 嘉靖三十八年（1559年） | 嘉靖四十年（1561年）   | 號松亭。嘉靖三十八年正月壬寅由河南按察使改右僉都御史升任；嘉靖四十年四月癸巳因與遼東總兵楊照相詰不救，致楊照孤軍深入戰歿，免官。六月丙寅以憂卒。                                   |
| 吉澄   | 1518年—1584年  | 靜甫 | 北直隸開州   | 嘉靖四十年（1561年）   | 嘉靖四十一年（1562年） | 號山泉。嘉靖四十年四月乙未由大理寺左寺丞改右僉都御史升任；嘉靖四十一年九月戊申兵科給事中陳嘉謨劾其侵剋馬價銀，下吏部議處革職閑住。                                                 |
| 王之誥 | 1521年—1590年  | 告若 | 湖廣石首     | 嘉靖四十一年（1562年） | 嘉靖四十三年（1564年） | 嘉靖四十一年九月辛亥由山西左布政使擢右副都御史升任；嘉靖四十三年十一月丁巳遷兵部右侍郎。                                                                                           |
| 劉應節 | 1517年—1591年  | 子和 | 山東濰縣     | 嘉靖四十三年（1564年） | 嘉靖四十四年（1565年） | 嘉靖四十三年十二月丁丑由陝西左參政改右僉都御史升任；嘉靖四十四年二月庚午丁母憂。                                                                                                   |
| 張西銘 | 1522年—1595年  | 原仁 | 山東濱州     | 嘉靖四十四年（1565年） | 嘉靖四十五年（1566年） | 嘉靖四十四年二月甲戌由浙江右參政升右僉都御史任；四十五年正月己未回籍聽用。 |

### 明朝（隆慶～崇禎年間）
| 姓名   | 生卒年         | 字   | 籍貫       | 出任年                 | 卸任年                 | 備注 |
| ------ | -------------- | ---- | ---------- | ---------------------- | ---------------------- | --- |
| 魏學曾 | 1525年—1596年  | 惟貫 | 陝西紫陽   | 嘉靖四十五年（1566年） | 隆慶三年（1569年）     | 嘉靖四十五年正月己未由光祿寺少卿改右僉都御史升任；隆慶三年十一月乙未請以疾去，候代至年底。 |
| 方逢時 | 1523年—1596年  | 行之 | 湖廣嘉魚   | 隆慶三年（1569年）     | 隆慶四年（1570年）     | 未上任。隆慶三年十二月壬寅由山西右參政升任；隆慶四年正月己巳旋改遷大同巡撫。 |
| 李秋   | 1508年—1580年  | 伯成 | 北直隸薊州 | 隆慶四年（1570年）     | 隆慶四年（1570年）     | 隆慶四年正月己巳自大同巡撫調任，十月庚戌致仕。 |
| 毛鋼   | 1516年－1590年 | 伯鍊 | 山西太平   | 隆慶四年（1570年）     | 隆慶五年（1571年）     | 順天薊州鎮官籍。隆慶四年十月丁巳由太僕寺少卿改右僉都御史任。隆慶五年二月戊午被以奔喪不候代，劾罷。 |
| 張學顏 | 1532年—1598年  | 子愚 | 北直隸肥鄉 | 隆慶五年（1571年）     | 萬曆五年（1577年）     | 號心齋。隆慶五年二月丙申由山西按察司副使改右僉都御史任。萬曆五年十月丙申召為兵部侍郎協理戎政。 |
| 周詠   | 1533年—1595年  | 思養 | 河南延津   | 萬曆五年（1577年）     | 萬曆十年（1582年）     | 萬曆五年十月戊申由大理寺左少卿改右僉都御史任。萬曆六年五月庚申錄遼鎮斬獲功，升右副都御史。萬曆十年十一月己未以陞任兵部右侍郎兼左僉都御史總督薊遼、保定。                                                                                           |
| 李松   | 1525年—1598年  | 子節 | 北直隸大城 | 萬曆十年（1582年）     | 萬曆十三年（1585年）   | 號小峰。萬曆十年十一月壬戌由山東右布政使改右僉都御史任；萬曆十三年五月丁母憂。 |
| 顧養謙 | 1537年—1604年  | 益卿 | 南直隸通州 | 萬曆十三年（1585年）   | 萬曆十七年（1589年）   | 萬曆十三年六月壬戌由薊州兵備副使改右僉都御史升任；萬曆十七年七月遷南京戶部侍郎，旋以丁憂去。 |
| 郝     | 1530年—1600年  | 彥輔 | 山西蔚州   | 萬曆十七年（1589年）   | 萬曆二十年（1592年）   | 萬曆十七年七月壬戌由按察使銜苑馬寺卿兼遼海兵備副使，改右僉都御史升任；二十年七月陞遷兵部右侍郎總督薊遼、保定。 |
| 鮑希顏 | 1537年—1605年  | 聞道 | 山西長子   | 萬曆二十年（1592年）   | 萬曆二十年（1592年）   | 未上任。萬曆二十年七月丙寅由山東按察使改右僉都御史升任，旋丁憂歸里。 |
| 趙燿   | 1542年—1619年  | 文明 | 山東掖縣   | 萬曆二十年（1592年）   | 萬曆二十一年（1593年） | 號吉亭。萬曆二十年九月己卯由山西按察使改右僉都御史任；萬曆二十一年九月丙戌致仕歸養。 |
| 韓取善 | 1546年—1618年  | 克從 | 山東淄川   | 萬曆二十一年（1593年） | 萬曆二十二年（1594年） | 號惺菴。萬曆二十一年十月丁亥由山西右布政使升任。萬曆二十二年五月戊戌因四月把兔兒圍遼陽，犯錦、義，坐事謫免。 |
| 李化龍 | 1554年—1611年  | 于田 | 河南長垣   | 萬曆二十二年（1594年） | 萬曆二十五年（1597年） | 萬曆二十二年五月己亥由右通政改右僉都御史任；萬曆二十五年四月壬午乞休致仕。 |
| 張思忠 | 1537年－1609年 | 子貞 | 北直隸肥鄉 | 萬曆二十五年（1597年） | 萬曆二十六年（1598年） | 號葵菴。萬曆二十五年四月己丑由山西右布政使改右僉都御史升任；萬曆二十五年四月辛未因總兵李如松陣亡，為兵科給事中侯應遠劾之，罷官閑住。 |
| 李植   | 1548年—1623年  | 汝培 | 南直隸江都 | 萬曆二十六年（1598年） | 萬曆二十八年（1600年） | 萬曆二十六年五月庚子由右僉都御史任；萬曆二十八年九月，因炒花犯遼東，副總兵解生敗沒，解官聽勘。 |
| 趙楫   | 1542年—1619年  | 汝進 | 浙江山陰   | 萬曆二十八年（1600年） | 萬曆三十六年（1608年） | 順天大興民籍。萬曆二十八年六月戊申由陝西右布政使兼榆林中路兵備副使改右僉都御史巡撫遼東，贊理軍務兼管備倭；萬曆三十六年七月以棄寬奠等地新疆六百里，為熊廷弼復勘劾罪，疏竟不下，後致仕。                                                             |
| 張悌   | 1556年—1610年  | 叔愛 | 河南內鄉   | 萬曆三十六年（1608年） | 萬曆三十六年（1608年） | 未上任。七月乙酉起在籍調理原巡撫大同右副都御史授任，八月庚辰以病辭不赴。 |
| 李炳   | 1562年—1620年  | 文之 | 河南盧氏   | 萬曆三十六年（1608年） | 萬曆三十八年（1610年） | 萬曆三十六年九月乙未由順天府府丞進右副都御史升任；萬曆三十八年二月，因胡虜大入遼東，責罷。 |
| 楊鎬   | 1556年—1629年  | 京甫 | 河南商丘   | 萬曆三十八年（1610年） | 萬曆四十年（1612年）   | 萬曆三十八年閏三月丙辰起原右僉都御史經略朝鮮改右都御史授任。萬曆四十年請起用舊將李如梅任遼東總兵，十二月辛丑因鎮遠堡、曹莊失事，予告候代引去。 |
| 張濤   | 1554年—1618年  | 原裕 | 湖廣黃陂   | 萬曆四十年（1612年）   | 萬曆四十一年（1613年） | 號振海。萬曆四十年十二月辛亥由大理寺右寺丞改右僉都御史升任；萬曆四十一年十一月庚申拜疏徑行。 |
| 郭光復 | 1557年—1616年  | 貞陽 | 北直隸固安 | 萬曆四十一年（1613年） | 萬曆四十四年（1616年） | 萬曆四十一年十二月壬寅由山西左布政使擢右副都御史升任；萬曆四十四年正月以疾致仕，六月壬寅卒，贈兵部左侍郎。 |
| 李維翰 | 1557年－1622年 | 思伯 | 河南睢州   | 萬曆四十四年（1616年） | 萬曆四十六年（1618年） | 號憩堂。萬曆四十四年二月丙寅由陝西右布政使改右僉都御史任；萬曆四十六年閏四月己未移駐遼陽。五月辛亥因後金始陷撫順，未幾開原兵備道全境淪喪，六月癸亥被以“疏於備禦” 罷斥為民。天啟初年下獄論死。                                                      |
| 楊鎬   | 1556年—1629年  | 京甫 | 河南商丘   | 萬曆四十六年（1618年） | 萬曆四十六年（1618年） | 萬曆四十六年五月壬子由遼東經略兼撫遼東；萬曆四十六年八月戊辰分設巡撫。 |
| 周永春 | 1573年—1639年  | 孟泰 | 山東金鄉   | 萬曆四十六年（1618年） | 泰昌元年（1620年）     | 號毓陽。萬曆四十六年八月戊辰由太常寺少卿改右僉都御史升任；泰昌元年九月丙戌丁憂。 |
| 袁應泰 | 1567年—1621年  | 大來 | 陝西鳳翔   | 泰昌元年（1620年）     | 泰昌元年（1620年）     | 泰昌元年九月丁亥由按察使銜永平兵備副使改右僉都御史升任，十月丙午改陞兵部右侍郎兼右副都御史經略遼東。 |
| 薛國用 | 1572年—1621年  | 任卿 | 陝西洛南   | 泰昌元年（1620年）     | 天啟元年（1621年）     | 號獻我。泰昌元年十月癸丑由分巡遼海道右參政改右僉都御史升任；天啟元年四月己亥經略袁應泰殉職，遂陞署遼東經略。 |
| 王化貞 | 1578年—1632年  | 肖乾 | 山東諸城   | 天啟元年（1621年）     | 天啟二年（1622年）     | 天啟元年四月丙子由分巡廣寧道右參議改右僉都御史升任；天啟二年四月庚辰因廣寧之戰大敗，導致遼西地區大部失陷，下獄論死。 |
| 閻鳴泰 | 1572年—1631年  | 協沾 | 北直隸清苑 | 天啟二年（1622年）     | 天啟三年（1623年）     | 天啟二年八月辛巳由山東按察司副使改右僉都御史升任；天啟三年五月己酉回籍聽勘。 |
| 張鳳翼 | 1570年—1630年  | 九苞 | 山西代州   | 天啟三年（1623年）     | 天啟四年（1624年）     | 山西振武衛官籍。天啟三年六月壬戌由遵化兵備道右參政，改右僉都御史升任；天啟四年正月癸未丁憂。 |
| 喻安性 | 1574年—1654年  | 中卿 | 浙江嵊州   | 天啟四年（1624年）     | 天啟五年（1625年）     | 天啟四年二月癸卯起原右副都御史巡撫順天授任；天啟五年十一月壬子乞休，上命冠帶閑住。 |
| 袁崇煥 | 1584年—1630年  | 自如 | 廣東東莞   | 天啟六年（1626年）     | 天啟七年（1627年）     | 天啟六年三月壬子由寧遠兵備副使改右僉都御史升任，四月辛卯加兵部右侍郎銜；天啟七年七月丙寅，被魏忠賢指使同黨論劾致仕。 |
| 王之臣 | 1563年—1634年  | 良佐 | 陝西潼關衛 | 天啟七年（1627年）     | 天啟七年（1627年）     | 天啟七年七月乙丑自兵部尚書銜右都御史督師薊遼天津兼任，駐扎寧遠。戊辰鑄印督師榆關兼撫遼鎮等處關防。甲申加太子太師。八月乙未吏部以復寧、錦功，加少傅；崇禎元年二月壬子罷。                                                                           |
| 畢自肅 | 1580年—1628年  | 範九 | 山東淄川   | 崇禎元年（1628年）     | 崇禎元年（1628年）     | 號沖陽。崇禎元年正月己卯由寧前兵備道按察使改右僉都御史升任，七月甲申駐寧遠遼軍乏糧，大噪譁變執巡撫畢自肅、山東副使兵備寧前郭廣新為質。後走中左所，八月丙申自經。遂廢巡撫。                                                                         |
| 丘禾嘉 | 1588年—1632年  | 獻之 | 貴州新添衛 | 崇禎三年（1630年）     | 崇禎四年（1631年）     | 號少鶴。萬曆四十年壬子科舉人。崇禎三年六月壬申自右僉都御史巡撫山海永平調任，兼轄山海關等處；崇禎四年五月命調南京太僕寺卿。十一月丁酉交接離任。 |
| 孫穀   | 1571年—1647年  | 子嗇 | 湖廣華容   | 崇禎四年（1631年）     | 崇禎四年（1631年）     | 號嗇齋。未上任。崇禎四年六月丁未由山東左布政使改右僉都御史巡撫遼東，拒赴任。九月戊寅被劾罷。 |
| 謝璉   | 1579年—1632年  | 君實 | 湖廣監利   | 崇禎四年（1631年）     | 崇禎四年（1631年）     | 未上任。崇禎四年八月丙辰由山東右布政使改右僉都御史升任，未及赴任，閏十一月乙巳行至山海關追回，還朝別用，明年正月丁巳改調登萊巡撫。 |
| 劉宇烈 | 1585年—1633年  | 仲虎 | 四川綿竹   | 崇禎四年（1631年）     | 崇禎四年（1631年）     | 未上任。崇禎四年十一月甲辰自兵部右侍郎巡撫山永改右僉都御史調任，十一月丁酉旋命還朝別用任兵部左侍郎。 |
| 方一藻 | 1592年—1640年  | 子元 | 南直隸歙縣 | 崇禎四年（1631年）     | 崇禎十三年（1640年）   | 號玄根。崇禎四年十一月丁酉由遵化兵備道副使改右僉都御史巡撫寧、錦。十一年正月戊寅進銜兵部左侍郎，加服修一級。二月庚子再進右都御史銜仍任巡撫。崇禎十二年八月癸卯進銜兵部尚書；崇禎十三年三月辛丑回京理左侍郎事，九月乙亥旋因憂瘁卒於京。             |
| 劉鎬   | 1593年—1650年  | 日都 | 湖廣宜城   | 崇禎十一年（1638年）   | 崇禎十一年（1638年）   | 未上任。崇禎十一年正月辛卯由易州兵備副使改右僉都御史升任；二月庚子旋改甘肅巡撫。 |
| 邱民仰 | 1593年—1642年  | 長白 | 陝西渭南   | 崇禎十三年（1640年）   | 崇禎十四年（1641年）   | 萬曆三十七年己酉科舉人。崇禎十二年四月己未由寧前兵備道參政升為右僉都御史巡撫遼東到任；崇禎十四年九月甲申松錦之戰為清軍所俘，明年三月丁亥不屈殉國。                                                                                                 |
| 葉廷桂 | 1585年—1646年  | 青來 | 河南虞城   | 崇禎十四年（1641年）   | 崇禎十五年（1642年）   | 號蕃實。崇禎十四年十月壬子由督宣大糧餉戶部左侍郎改兵部右侍郎兼右僉都御史上任；崇禎十五年二月戊子因與兵部尚書陳新甲不合，行事受阻，遂稱病乞歸。 |
| 范志完 | 1601年—1643年  | 叔愷 | 河南虞城   | 崇禎十五年（1642年）   | 崇禎十五年（1642年）   | 崇禎十五年二月丁未自薊遼總督兼巡撫遼東。四月辛丑加督師，專任總督，仍轄山、永屯及登、津水師。 |
| 黎玉田 | 1595年—1650年  | 中函 | 陝西乾州   | 崇禎十五年（1642年）   | 崇禎十七年（1644年）   | 號函玉。崇禎十五年四月乙丑起原保定巡撫改右副都御史授任。崇禎十七年二月乙酉進銜右都御史，三月戊申京師陷，明亡，隨遼東總兵吳三桂堅守防禦，五月己丑南奔德州與盧世漼等人擁濟王朱帥𨨢發動“德州起義”抵抗大順，六月庚申任兵部右侍郎，清兵壓境，不敵而降。 |